# ウクライナ駅
ウクライナ駅（ロシア語: Станция Украина）は、ロシア連邦アムール州セリシェフスキー地区ウクライナにある、ロシア鉄道（РЖД）の駅。シベリア鉄道上の駅である。